# انتحاء حراري

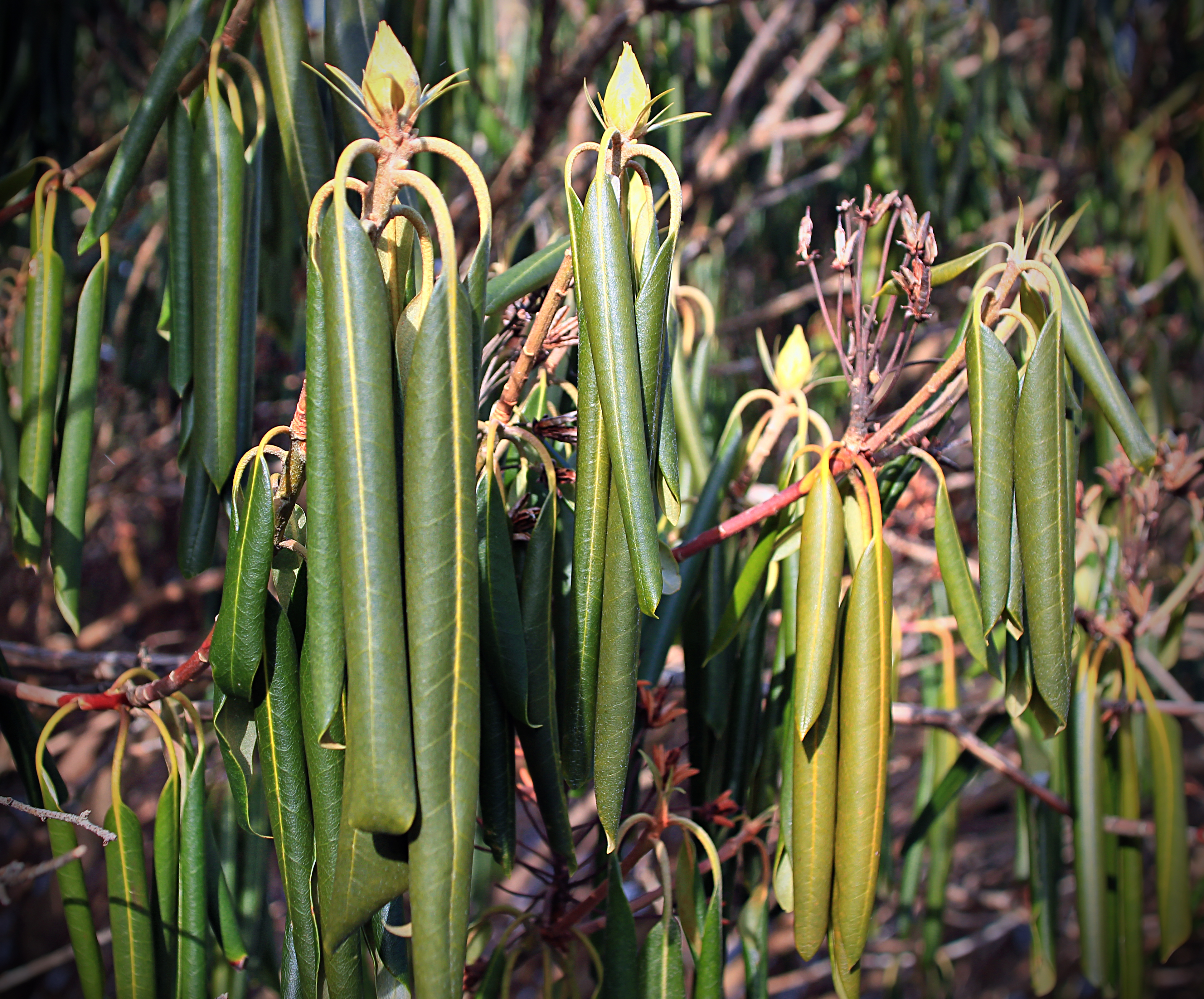

الانتحاء الحراري (بالإنجليزية: Thermotropism)‏ هو حركة نبات أو جزء منه نتيجة لتغير في درجة الحرارة. ومن الأمثلة الشائعة على ذلك، تجعد أوراق نبات الرودودندرون نتيجة التعرض لدرجات حرارة منخفضة.